# 경상남도항만관리사업소
경상남도항만관리사업소(慶尙南道港灣管理事務所)은 지방자치법 제114조법 제114조에 따라 항만시설 관리‧운영, 선박‧화물 입출항 신고, 해양환경 단속 등에 관한 사무를 수행하기 위하여 설치된 경상남도청 소속기관이다. 경상남도 통영시 통영해안로 240에 위치하고 있다.

## 같이 보기
- 경상남도청